# Veronika Lapková
Veronika Vysoká Lapková (* 1992) je česká herečka a lékařka.
Vystudovala dramaturgii a režii činoherního divadla na DAMU a všeobecné lékařství na 2. LF UK. Byla členkou souboru Národního divadla v Brně, působila také v Divadle na Fidlovačce (Šakalí léta) nebo v Národním divadle v Praze (Lucerna). Na podzim 2024 se vdala za Přemysla Vysokého.

## Role

### Seriály
- Rapl (2016-2019)
- Specialisté (2017-2019)
- Modrý kód (2018-2020)[2]
- Stíny v mlze (2022): Jolana[7]
- O mě se neboj (2022): JUDr. Petra Altmannová
- Ordinace v růžové zahradě 2 (2023-): MUDr. Valerie Vlčková[8]